# Vagn Ingerslev

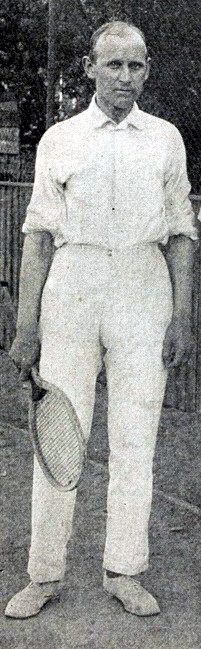
Ingerslev im Jahr 1920

Vagn Ingerslev (* 23. März 1885 in Vordingborg; † 28. Dezember 1952 in Kopenhagen) war ein dänischer Tennisspieler.

## Leben
Ingerslev war einer der erfolgreichsten dänischen Tennisspieler seiner Zeit. Er gewann 15 dänische Meistertitel im Einzel, davon vier in der Halle, viermal war er zudem im Doppel erfolgreich. Beim Turnier des Sportvereins, für den er selbst spielte, den Kjøbenhavns Boldklub, konnte er zehn Titel verbuchen. Er nahm 1912 am Tenniswettbewerb der Olympischen Sommerspiele in Stockholm teil und besiegte im Rasen-Einzel zunächst mit Jørgen Arenholt und Torsten Grönfors zwei Skandinavier, ehe er gegen Charles Winslow, den späteren Olympiasieger knapp in drei Sätzen unterlag. Im Doppel trat er mit Jørgen Arenholt an und musste nochmal gegen Winslow (an der Seite von Harold Kitson) antreten. Das Match ging weniger knapp erneut an den Südafrikaner. Insgesamt war sein Abschneiden das beste aller dänischen Tennisspieler 1912. 1921 und 1922 spielte Ingerslev in zwei Begegnungen für die dänische Davis-Cup-Mannschaft und konnte eines von vier Matches gewinnen. Er war damit einer von drei Spielern, die bei der ersten Teilnahme mitgespielt haben. 1921 zog er ins Viertelfinale der Tennis-Hallenweltmeisterschaften ein.
Von Beruf war Ingerslev Anwalt. Er arbeitete für verschiedene Abteilungen zwischen 1910 und 1930 für die dänische Regierung.